# Arapiles
Arapiles là một đô thị ở tỉnh Salamanca, phía tây Tây Ban Nha, cộng đồng tự trị Castile-Leon. Đô thị này có cự ly 8 kilômét so với thành phố Salamanca và có dân số 466 người. Đô thị này có diện tích 25,26 km².
Đô thị này nằm trên khu vực có độ cao 840 mét trên mực nước biển.
Mã số bưu chính là 37796.